# ジェフリー・フィッツクラレンス (第3代マンスター伯爵)
第3代マンスター伯爵ジェフリー・ジョージ・ゴードン・フィッツクラレンス（英語: Geoffrey George Gordon FitzClarence, 3rd Earl of Munster DSO、1859年7月18日 – 1902年2月2日）は、イギリスの貴族、軍人。陸軍の軍人として、第二次アフガン戦争、第一次ボーア戦争、第二次ボーア戦争に参戦したが、1902年に南アフリカで死去した。1870年から1901年までテュークスベリー卿の儀礼称号を使用した。

## 生涯
第2代マンスター伯爵ウィリアム・ジョージ・フィッツクラレンスと妻ウィルヘルミナ（旧姓ケネディ＝アースキン、1830年6月27日 – 1906年10月9日、ジョン・ケネディ＝アースキン閣下と妻オーガスタの間の娘）の息子として、1859年7月18日に生まれた。父方の祖父ジョージ・オーガスタス・フレデリックと母方の祖母オーガスタは国王ウィリアム4世の庶子だった。家庭教師による教育を受けた。
1876年7月24日、ヨークシャー砲兵民兵隊のウェスト・ヨークシャー第1大隊の少尉に任命され、同日に中尉に昇進した。1879年6月21日にイギリス陸軍（正規軍）に移籍して、少尉として第60歩兵連隊に配属された。1879年から1880年までの第二次アフガン戦争に参戦して、飾版つき記章（medal, 3 clasps）を授与された。1881年の第一次ボーア戦争に参戦した後、1881年2月10日に中尉に昇進した。1888年6月27日、大尉に昇進した。1895年11月18日に軍務から引退したが、1896年3月25日にロイヤル・スコッツ・ロジアン連隊第3大隊の隊長（大尉）に任命され、のち1901年までに少佐に昇進した。
1899年から1902年までの第二次ボーア戦争に参戦して、1901年11月29日に殊功勲章コンパニオンを授与されたほか、飾版つき記章を2つ（both medals, 5 clasps、具体的にはクイーンズ・サウス・アフリカ・メダルとキングス・サウス・アフリカ・メダル）授与された。
1901年4月30日に父が死去すると、マンスター伯爵位を継承したが、自身も1902年2月2日に生涯未婚のままオレンジ自由国のレース・マインズ（Lace Mines）で死去、弟オーブリーが爵位を継承した。